# 위대한 사회
위대한 사회(Great Society)는 프랭클린 루스벨트의 뉴 딜 정책이나 해리 S. 트루먼의 페어딜 정책처럼 1964년 린든 B. 존슨 대통령이 미국에서 행한 국내 정책이자 미국 정치 슬로건이다.
주 목표는 “가난과 인종 차별을 없애는 것”이었으며 이에 따라 1965년 투표법(Voting Rights Act of 1965)이 제정되고, 주택의 공급과 특히 대도시의 빈곤지역의 주택 개량 및 환경재선사업을 담당하는 도시주택부가 창립되었다.
정책에 포함된 다른 계획들은 다음과 같다:
- VISTA
- Job Corps
- Upward Bound
- Neighborhood Youth Corps
- Head Start
- an unconditional war on poverty
- Medicare/Medicaid

1964년의 연두 일반교서에서 이 계획의 핵심으로 되어 있는 빈곤 추방계획을 발표하였으며, 그해 가을에 있는 대통령선거에서는 '위대한 사회'의 실현을 위한 전국민의 협조를 요청하여 사상 최고의 득표를 얻고 재선되었다. 종합적인 계획은 1965년 1월의 연두 일반교서에 표시되어 있지만 미국경제의 번영을 유지하고, 대다수의 미국 국민이 누리고 있는 기회를 더욱 확대시켜 전국민에게 해방시키고, 모든 사람의 질적생활을 향상시킬 것 등이 포함되어 있다. 그러나 이 계획은 그 후 여러 지원과 자원을 필요로 하는 베트남 전쟁의 확대·격화와 달러 위기 때문에 충분한 지원을 받지 못하였으며 위대한 사회의 실현을 볼 수가 없게 되었다.
사회제도의 확장을 싫어하는 자유주의 우파와 보수주의자에게 비판을 받았다. 작가 찰스 머레이는 1984년, 그의 책 Losing Ground에서 하층민이 한 명의 시민으로 인정 받는 것은 효과적이지 못하다고 비난했는데, 이 중 일부는 후에 로널드 W. 레이건 대통령의 경제 정책에 영향을 받아 번복되기도 한다.

## 같이 보기
- 미국의 현대 자유주의
- 사회안전망